# Zonotopo

Lo zonotopo sulla destra è ottenuto come somma di Minkowski dei segmenti a sinistra

Uno zonotopo è il luogo geometrico dei punti in uno spazio n-dimensionale esprimibili come {\displaystyle \sum _{i}c_{i}\mathbf {v} _{i}} al variare di {\displaystyle c_{i}\in [0,\,1]}, per un insieme fissato di vettori {\displaystyle \mathbf {v} _{i}\in \mathbb {R} ^{n}} detti generatori. In maniera equivalente, lo zonotopo può essere definito come la somma di Minkowski dei segmenti che abbiano le stesse lunghezza e direzione dei generatori. La costruzione combinatoria di uno zonotopo in uno spazio di dimensione {\displaystyle n} a partire dalle sue facce è equivalente all'arrangiamento di iperpiani di dimensione {\displaystyle n-1}.
Uno zonotopo nello spazio tridimensionale è detto zonoedro. Il nome zonotopo deriva dal fatto che le facce parallele a ogni generatore formano quello che viene chiamato zone wrapping intorno al politopo.